# 기브온
기브온 데즈만 에반스(Giveon Dezmann Evans, 1995년 2월 21일~)는 이름 기브온(GIVĒON)으로 더 잘 알려진 미국의 싱어송라이터이다. 2020년에 드레이크의 싱글 "Chicago Freestyle"에 피처링하면서 주목을 받았다. 같은 해에 EP Take Time과 When It's All Said and Done을 발매했고, 전자는 그래미 어워드 최우수 R&B 음반 후보에 올랐다.
기브온은 2021년에 대니얼 시저와 함께 저스틴 비버의 싱글 "Peaches"에 피처링했고, 이는 빌보드 핫 100 1위로 진입했다. 2022년에 데뷔 정규 음반 Give or Take를 발매했고, 이는 빌보드 200 11위를 기록했다.

## 생애
기브온 데즈만 에반스는 1995년 2월 21일에 캘리포니아주 롱비치에서 태어났고, 홀어머니 밑에서 두 형제와 함께 자랐다. 롱비치 폴리테크닉 고등학교에서 레슬링을 했고, 그래미 박물관의 젊은 예술가들을 위한 캠프에서 자신의 보컬 재능을 발견했다.

## 경력

### 2018-2019: 낫 소 패스트와의 계약
기브온은 2018년에 데뷔 싱글 "Garden Kisses"를 발매했다. 이후 캐나다의 음악 프로듀서 세븐 토마스에게 발견되어 낫 소 패스트와 에픽 레코드와 계약했다.

### 2020-현재:Take Time
기브온은 2020년 3월에 데뷔 EP Take Time을 발매했다. EP는 히트시커 앨범 차트 1위를 기록했고, 그래미 어워드 최우수 R&B 음반 후보에 올랐다. 5월에 드레이크의 싱글 "Chiago Freestyle"에 피처링했고, 이는 그의 노래 중 처음으로 빌보드 핫 100에 진입해 14위를 기록했다. 10월에 2번째 EP When It's All Said and Done을 발매했고, 이는 빌보드 200 93위로 진입했다.
2021년에 두 EP를 합친 음반 When It's All Said and Done... Take Time을 발매했다. 이후 대니얼 시저와 함께 저스틴 비버의 싱글 "Peaches"에 피처링했고, 이는 빌보드 핫 100 1위로 진입했다. 2022년 3월에 아이하트라디오 뮤직 어워드에서 최우수 신인 R&B 아티스트를 수상했다. 6월에 데뷔 정규 음반 Give or Take를 발매했고, 이는 빌보드 200 11위를 기록했다. 9월에 <암스테르담>의 사운드트랙 "Time"을 녹음했고, 이는 아카데미 어워드 최우수 오리지널 송 후보에 올랐다.

## 예술성
기브온은 바리톤 보컬과 실제 경험을 담아 모두가 공감할 수 있는 가사로 잘 알려져 있다. 그는 60년대와 70년대의 재즈 음악에 영감을 받았고, 프랭크 시나트라, 프랭크 오션, 샘파에게 많은 영향을 받았다.

## 음반 목록
정규 음반
- Give or Take (2022)

## 투어
- 타임리스 투어 (2021)[16]
- 기브 오어 테이크 투어 (2022)[17]

## 수상 및 후보
| 시상식                     | 연도 | 후보                                              | 부문                        | 결과 | 각주   |
| -------------------------- | ---- | ------------------------------------------------- | --------------------------- | ---- | ------ |
| 아카데미 어워드            | 2023 | "Time"                                            | 최우수 오리지널 송          | 후보 | [ 13 ] |
| 아메리칸 뮤직 어워드       | 2022 | 본인                                              | 최애 남성 R&B 아티스트      | 후보 | [ 18 ] |
| BET 어워드                 | 2021 | 본인                                              | 최우수 남성 R&B/팝 아티스트 | 후보 | [ 19 ] |
| BET 어워드                 | 2021 | 본인                                              | 최우수 신인 아티스트        | 수상 | [ 19 ] |
| 그래미 어워드              | 2021 | Take Time                                         | 최우수 R&B 음반             | 후보 | [ 6 ]  |
| 그래미 어워드              | 2022 | Justice (피처링)                                  | 올해의 음반                 | 후보 | [ 6 ]  |
| 그래미 어워드              | 2022 | "Peaches" (저스틴 비버 feat. 기브온, 대니얼 시저) | 올해의 레코드               | 후보 | [ 6 ]  |
| 그래미 어워드              | 2022 | "Peaches" (저스틴 비버 feat. 기브온, 대니얼 시저) | 올해의 노래                 | 후보 | [ 6 ]  |
| 그래미 어워드              | 2022 | "Peaches" (저스틴 비버 feat. 기브온, 대니얼 시저) | 최우수 R&B 퍼포먼스         | 후보 | [ 6 ]  |
| 그래미 어워드              | 2022 | "Peaches" (저스틴 비버 feat. 기브온, 대니얼 시저) | 최우수 뮤직 비디오          | 후보 | [ 6 ]  |
| 그래미 어워드              | 2022 | "Heartbreak Anniversary"                          | 최우수 R&B 노래             | 후보 | [ 6 ]  |
| MTV 비디오 뮤직 어워드     | 2021 | 본인                                              | 최우수 신인 아티스트        | 후보 | [ 20 ] |
| MTV 비디오 뮤직 어워드     | 2021 | "Peaches"                                         | 최우수 콜라보레이션         | 후보 | [ 20 ] |
| MTV 비디오 뮤직 어워드     | 2021 | "Peaches"                                         | 최우수 팝                   | 수상 | [ 20 ] |
| MTV 비디오 뮤직 어워드     | 2021 | "Peaches"                                         | 최우수 편집                 | 후보 | [ 20 ] |
| MTV 비디오 뮤직 어워드     | 2021 | "Peaches"                                         | 여름의 노래                 | 후보 | [ 20 ] |
| MTV 비디오 뮤직 어워드     | 2021 | "Heartbreak Anniversary"                          | 여름의 노래                 | 후보 | [ 20 ] |
| MTV 비디오 뮤직 어워드     | 2021 | "Heartbreak Anniversary"                          | 최우수 R&B                  | 후보 | [ 20 ] |
| NAACP 이미지 어워드        | 2021 | 본인                                              | 뛰어난 신인 아티스트        | 후보 | [ 21 ] |
| NAACP 이미지 어워드        | 2022 | 본인                                              | 뛰어난 남성 아티스트        | 후보 | [ 22 ] |
| NAACP 이미지 어워드        | 2022 | When It's All Said and Done... Take Time          | 뛰어난 음반                 | 후보 | [ 22 ] |
| 아이하트라디오 뮤직 어워드 | 2022 | 본인                                              | 최우수 신인 R&B 아티스트    | 수상 | [ 11 ] |
| 아이하트라디오 뮤직 어워드 | 2022 | 본인                                              | 올해의 R&B 아티스트         | 후보 | [ 11 ] |
| 아이하트라디오 뮤직 어워드 | 2022 | 본인                                              | 최우수 신인 팝 아티스트     | 후보 | [ 11 ] |
| 아이하트라디오 뮤직 어워드 | 2022 | "Peaches"                                         | 올해의 노래                 | 후보 | [ 11 ] |
| 아이하트라디오 뮤직 어워드 | 2022 | "Peaches"                                         | 최우수 뮤직 비디오          | 후보 | [ 11 ] |
| 아이하트라디오 뮤직 어워드 | 2022 | "Peaches"                                         | 최우수 콜라보레이션         | 후보 | [ 11 ] |
| 아이하트라디오 뮤직 어워드 | 2022 | "Heartbreak Anniversary"                          | 올해의 R&B 노래             | 후보 | [ 11 ] |